# 索瑟德山
72°11′S 159°56′E / 72.183°S 159.933°E
索瑟德山（英語：Mount Southard）是南極洲的山峰，位於奧次地，處於沃卡姆山西北面9公里，海拔高度2,400米，屬於奧特巴克冰原島峰的一部分，美國地質調查局根據測量和該國海軍的空中照片繪入地圖，現時由南極條約體系管理。